# Orchestre des Champs-Élysées
L’Orchestre des Champs-Élysées est un orchestre symphonique français créé à Paris en 1991.

## Historique
L’Orchestre des Champs-Élysées se consacre à l’interprétation, sur instruments d’époque, du répertoire allant de Haydn à Debussy. 
Sa création en 1991 est due à l’initiative commune d’Alain Durel, directeur du Théâtre des Champs-Élysées et de Philippe Herreweghe.
L’Orchestre des Champs-Élysées a été plusieurs années en résidence au Théâtre des Champs-Élysées, au Palais des Beaux-Arts de Bruxelles et s’est produit dans la plupart des grandes salles de concert : Musikverein de Vienne, Concertgebouw d’Amsterdam, Barbican Centre de Londres, Philharmonies de Munich, de Berlin et de Cologne, Alte Oper de Francfort, Gewandhaus de Leipzig, Lincoln Center de New York, Parco della Musica à Rome, auditoriums de Lucerne et de Dijon, etc.
Il s’est également produit au Japon, en Corée, en Chine et en Australie. Il est placé sous la direction de Philippe Herreweghe, mais plusieurs chefs ont été invités à le diriger, parmi lesquels Daniel Harding, Christian Zacharias, Louis Langrée, Heinz Holliger, Christophe Coin et René Jacobs.
L’Orchestre des Champs-Élysées développe une relation privilégiée avec le Collegium Vocale Gent avec lequel il enregistre les grandes œuvres du répertoire.
Son répertoire a grandement évolué au fil des ans, et aborde désormais plus de 150 ans de musique. Les dernières tournées en témoignent, donnant à entendre Mozart, Haydn, Dvorak, Brahms, Mahler ou encore Ravel et Stravinsky.
L’Orchestre des Champs-Élysées a été l'un des premiers ensembles à fonder sa propre « école » de formation. Les instrumentistes en sont les principaux formateurs. Le JOA (Jeune Orchestre de l'Abbaye), créé à cette occasion en 1996 est la seule formation en Europe permettant à de jeunes musiciens pré-professionnels d’aborder l’interprétation du répertoire classique et romantique sur instruments d’époque.
L'Orchestre des Champs-Élysées est associé au TAP-Scène nationale de Poitiers. Dans le cadre de ce partenariat, l'orchestre crée en 2013 le Chœur et Orchestre des Jeunes. Ce projet pédagogique et artistique à l'échelle de la région a pour but de réunir des structures très diverses dans un même ensemble : lycées (généraux, technologiques, professionnels ou agricoles) pour constituer le Chœur, les conservatoires et écoles de musique de la région dans lesquels sont sélectionnés les instrumentistes, et le TAP qui accueille les répétitions et le concert final. En 2023, à l'occasion de sa 10e édition, le Chœur et Orchestre des Jeunes a été parrainé par l'artiste Malik Djoudi.
En résidence en Nouvelle-Aquitaine, l'Orchestre des Champs-Élysées est soutenu et subventionné par le ministère de la Culture et par la région. Il est également membre de la FEVIS (Fédération des ensembles vocaux et instrumentaux spécialisés).

## Discographie
(ordre chronologique décroissant)

### Chez φ - PHI
- Gustav Mahler, Symphonie N.4
- Johannes Brahms,  Werke für Chor und Orchester
- Ludwig van Beethoven, Missa Solemnis
- Wolfgang Amadeus Mozart, The last symphonies
- Joseph Haydn, Les Saisons
- Joseph Haydn, La Création

### ChezNaïve
- Ludwig van Beethoven, Intégrale des œuvres pour violon et orchestre

### ChezHarmonia mundi
- Anton Bruckner, Symphonie N° 5
- Anton Bruckner, Messe N° 3 en fa mineur
- Robert Schumann, Symphonies N° 1 & N° 3
- Gustav Mahler, Des Knaben Wunderhorn
- Anton Bruckner, Symphonie N° 4 "Romantique"
- Anton Bruckner, Symphonie N° 7
- Franz Schubert / Felix Mendelssohn, Messe en la bémol / Psaume 42
- Gabriel Fauré / César Franck, Requiem / Symphonie en RÉ
- Ludwig van Beethoven, Symphonie N.9
- Robert Schumann, Scènes de Faust
- Hector Berlioz, L'Enfance du Christ
- Robert Schumann, Concerto pour violoncelle / Concerto pour piano
- Robert Schumann, Symphonies n°2 & N.4
- Wolfgang Amadeus Mozart, Gran Partita K.361 / Sérénade pour vents K.388
- Wolfgang Amadeus Mozart, Requiem
- Johannes Brahms, Un requiem allemand
- Felix Mendelssohn, Paulus
- Ludwig van Beethoven, Missa Solemnis
- Hector Berlioz, Nuits d'été / Herminie
- Felix Mendelssohn, Le Songe d'une nuit d'été / Les Hébrides
- Felix Mendelssohn, Elias
- Wolfgang Amadeus Mozart, Grande messe en ut mineur

Nombre des enregistrements de l'Orchestre des Champs-Élysées ont été salués par la critique (« Choc » de Classica et du Monde de la musique, « ffff » de Télérama, « Diapason d'Or », etc.)